# Шабыково
Шабыково (мар. Шабык почиҥга) — деревня в Сернурском районе Республики Марий Эл. Входит в состав Казанского сельского поселения.

## География
Находится в северо-восточной части республики Марий Эл на расстоянии приблизительно 23 км на север от районного центра посёлка Сернур.

## История
Известна с 1858 года, когда здесь в починке проживали 56 жителей, в 1870 году — 60 человек. В 1876 году в 11 дворах проживали 58 жителей. В 1930 году проживали 63 человека, все мари. В 1940 году в 19 дворах проживал 81 человек. В 1975 году в 17 хозяйствах числилось 54 жителя, в 1988 году в 11 дворах — 31 житель. В 2005 году деревня состояла из 16 дворов. В советское время работали колхозы «Зерновик», имени Мичурина, совхоз «Казанский», позднее ЗАО «Марийское».

## Население
Население составляло 51 человек (мари 78 %) в 2002 году, 70 в 2010.